# Romeinse cultuur onder de Republiek
De Romeinse cultuur onder de republiek zou over een periode van bijna vijfhonderd jaar tot volle ontwikkeling komen. Het zou ook in deze periode zijn dat Rome van Italische polis uitgroeide tot wereldrijk en haar meest traumatiserende ervaringen opdeed: de metus Gallici (na de verovering van Rome door de Galliërs in 387 v.Chr.) en de metus Punici (na haar conflicten met Carthago in de Punische oorlogen).

## Maatschappij
De Romeinse maatschappij werd gekenmerkt door de collectieve identiteit van haar leden en haar hiërarchische en competitieve karakter. Ze was in weze een face-to-face-samenleving.

### Collectieve identiteit
Het bestaan van een collectieve identiteit was in principe niet zo bijzonder voor een polis-structuur, zoals Rome kende, maar de Romeinse collectieve identiteit was bijzonder uitgesproken. Men werd als inwoner van Rome bepaald door de groep of groepen waartoe men behoorde.

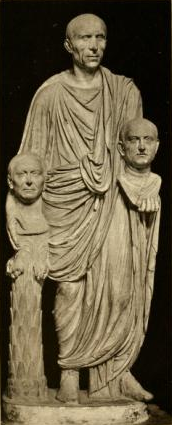
De zogenaamde "togatus Barberini": een Romein met imagines maiorum (Musei Capitolini, inv. 2392).

Om te beginnen werd de identiteit van een inwoner van Rome bepaald door de geografische locatie waartoe men behoorde. Het ging hierbij niet zozeer om het verblijven in Rome, maar wel over het waar men verbleef in de eeuwige stad dat de identiteit van iemand in de Romeinse samenleving bepaalde. zo was het voor een Romein belangrijk te weten of iemand op de Palatijn of aan de Subura woonde. Terwijl het eerste wees op aanzien, wees het laatste op onaanzienlijkheid.
Daarnaast werd iemands juridische en sociale positie in de eerste plaats bepaald door het feit of men al dan niet vrijgeborene was. Er waren immers andere gedragsregels, op het gebied van kledij (toga), fysieke integriteit, enzovoorts, voor vrijgeborenen dan voor slaven en vrijgelatenen. Ook het juridische onderscheid tussen Romeinen en vreemdelingen werd gemaakt door het aanstellen van een praetor peregrinus voor rechtszaken met betrekking tot vreemdelingen.
Tot slot werd iemands identiteit bepaald door de familia waartoe men behoorde. Alle leden van de familia hadden de plicht de eer en reputatie hoog te houden. De voorouderlijke traditie en zeden (mos maiorum) stonden hiermee in nauw verband. Men richtte daarom standbeelden van voorouders op en hield imagines maiorum (dodenmaskers) van zijn voorouders bij. Een filia familias (dochter) doorliep vanaf haar geboorte de stadia van puela, naar huwbare virgo in haar puberteit (12-14 jaar) om als gehuwde matrona moeder van wettige kinderen en mater familias (huisvrouw) te worden. Een filius familias (zoon van de familie) bleef tot aan zijn puberteit of adolescentie (12-20 jaar) puer totdat hij door het verkrijgen van de toga virilis werd opgenomen in de Romeinse maatschappij als vir (man).

### Hiërarchische karakter
In de hiërarchische Romeinse maatschappij maakte men een onderscheid tussen nobiliores of honestiores, zij die een politiek ambt konden uitoefenen, en de humiliores, zij die dit niet konden. Binnen de eerste groep maakte men in Rome nog een onderscheid tussen senatores en equites, die beiden grote economische belangen hadden, maar waarvan de senatores geen "handelaars" mochten zijn. In de provinciae werden de lokale ambtsadel aangeduid als decuriones.
De voornaamste criteria om te behoren tot de nobilitas waren een aanzienlijke afstamming, rijkdom, het doorlopen van de cursus honorum en het aantonen van zijn beschaving of cultuur, Niet alleen taalvaardigheid in het Latijn was van belang; door Grieks te leren kon men zich sociaal onderscheiden, niet alleen ten opzichte van de humiliores, maar ook van nobiliores die daar niet toe kwamen. De Romeinen keken namelijk hoog op tegen de Griekse cultuur. Daarom schreef een groot Romeins veldheer als Scipio Africanus zijn (verloren gegane) memoires in het Grieks.

### Competitieve karakter
De Romeinse samenleving was - zeker in de hogere echelons - enorm competitief ingesteld (cf. agonale geest bij de Grieken). Men moest strijden voor zijn eigen eer en reputatie, alsook die van zijn familia (cf. supra), waarbij er ook altijd een verliezer was.
De voornaamste wapens in deze strijd waren rumores (roddels) en convicia (beschimpingen). Dit laatste kon zelfs de vorm van een flagitatio aannemen, waarbij men mensen bijeenriep om iemand publiekelijk te beschimpen.
Uit dit alles blijkt dat in de Romeinse cultuur iemands reputatie belangrijker was dan her persoonlijke geweten. Men speelde immers in op iemands eergevoel, eerder dan op iemands geweten om hem te doen afhaken in de strijd.

### Face-to-face-samenleving
De Romeinse samenleving was wat men noemt een face-to-face-society: men keek en werd bekeken. Lichaamsbeheersing was dan ook van groot belang, zodat men het tonen van zijn mannelijkheid, waardigheid en beschaving tot een tweede natuur maakte. Ook de pseudowetenschap van de fysionomie speelde hierin een rol.
Een mooi voorbeeld van de Romeinse face-to-face-samenleving is de ontvangst door de patronus (patron) van zijn clientes (cliënteel) op de binnenkoer van zijn huis. Een Romeinse woning moest immers (semi-)publiek zijn, zoals ook blijkt uit een passage bij Velleius Paterculus (II 14.3.):

Toen (Marcus Livius Drusus zijn) huis op de Palatijn zou bouwen op die plaats, waar dat van Cicero is, vervolgens van Censorinius was, nu van Statilius Sisenna is, en de architect hem voorstelde, het aldus voor hem te bouwen, opdat het vrij van blikken en immuun voor alle pottenkijkers zou zijn noch iemand erin zou kunnen neerkijken, zei hij: "Als je werkelijk iemand uit jouw vak bent, ontwerp je mijn huis zo, dat, waarmee ik me ook bezighoud, voor allen zichtbaar zou zijn."

Er was geen echte afscheiding tussen privaat en publiek in het huis van een aristocraat.

### Huwelijk
Ten tijde van de Romeinse Republiek waren er drie mogelijke huwelijksvormen: confarreatio, coemptio en usus. Daarnaast bestond nog de samenlevingsvorm van het concubinaat.
De vroegste codificatie van Romeins recht, de Twaalftafelenwet (451 v.Chr.), legde al enkele rechtsregels voor het huwelijk vast. Zo werd de regel dat men uit de manus van hun man bleef als men drie dagen buitenshuis doorbracht, vastgelegd in deze codificatie. Het verbood ook een huwelijk tussen patriciërs en plebejers, maar dit werd reeds zes jaar later door de lex Canuleia (445 v.Chr.) opgeheven.

## Dagelijks leven

### Stad
In de stad Rome kon men een zeer uiteenlopende architectuur aantreffen, van de villa urbana tot de insulae in het stadscentrum, waarin de armen leefden.

### Platteland
Op het door Rome bestuurde gebied buiten de steden liep het uiteen van zeer bescheiden huisjes tot villae rusticae met uitgestrekte landerijen.

### Eten en drinken
Oorspronkelijk werd 's morgens een ontbijt, het ientaculum of ook iantaculum, 's middags de hoofdmaaltijd van de dag, de cena, en 's avonds de vesperna genomen.
Onder de invloed van Griekse gebruiken, maar ook door het toegenomen gebruik van geïmporteerde waren na het belang van de cena toe en werd het nu pas in de namiddag genuttigd. Er ontstond nu soort tweede ontbijt in de vroege middag, dat prandium werd genoemd. De vesperna geraakte in onbruik.
Bij de lager klassen behield men de oude indeling, die eerder tegemoetkwam aan de lichamelijke noden van werkende mensen.

#### ientaculum
Oorspronkelijk worden broodachtige vlaaien van spelt met wat zout als ientaculum (ontbijt) gegeten, bij de welstellenden ook eieren, kaas en honing. Daarbij dronk men melk en at men fruit. Er werd ook graag moretum, een soort kruidenkwark, gegeten bij het brood.

#### prandium
Het prandium kan men ook als een licht middagmaal zien. Er worden vooral koude spijzen gegeten, zoals ham, brood, olijven, fruit, kaas, vruchten (dadels). Het prandium was overvloediger dan het ontbijt, maar voor de Romeinen niet van centraal belang. Veel belangrijker was voor hen de cena.

#### cena
In deze vroege republiek bestond de cena (avondmaal) in wezen uit de puls of pulmentum, een dikke brij uit spelt- of bonenmeel. Waarschijnlijk aten de welgestelden bij hun puls eieren, kaas en honing, echter zelden of nooit vlees of vis.
In de loop van de republikeinse periode ontwikkelde de cena zich tot een tweedelige maaltijd, bestaand uit een hoofd- en nagerecht met fruit en zeevruchten. Tegen het einde van de republiek was er dan een driedeling in voor-, hoofd- en nagerecht gebruikelijk.

## Leger
Tijdens de Romeinse Republiek werd het leger verder verbeterd. In de vierde eeuw voor Christus ontstonden er meerdere legioenen, met aan het hoofd één of twee consuls. Er werd soldij uitbetaald sinds 396 v.Chr., de tribunus militum verscheen in 331 v.Chr.. In 107 v.Chr. werd het ook voor arme burgers mogelijk om toe te treden tot het leger.

### De hervormingen van Marcus Furius Camillus
Begin 4e eeuw v.Chr. zou volgens de Romeinen Marcus Furius Camillus het leger hebben hervormd en de legiones hebben ingevoerd. Voortaan kende men manipels in het Romeinse leger.

### De hervormingen van Publius Cornelius Scipio Africanus
Rond 200 v.Chr. zou een van Romes grootste generaals, Publius Cornelius Scipio als eerste zijn legers drillen tot een echte geduchte vechtmachine en haar aldus een zeker professionalisme geven. Dit zou de doorslag geven in de Tweede Punische Oorlog.

### De hervormingen van Gaius Marius
De belangrijkste innovatie van Gaius Marius was naast de vernieuwde indeling van de Romeinse legioenen, het feit dat voortaan ook de klasselozen konden worden opgenomen in het leger. Hierdoor kregen de wat rijkere Romeinen de handen vrij om in Italië te blijven.

## Politiek
De Romeinse Republiek zou volgens de legende zijn opgericht nadat bij een revolutie, onder leiding van twee mannen die nauw verbonden waren met het koningshuis, de Etruskische rex (koning) Tarquinius Superbus werd verdreven nadat hij een groot deel van de senaat had uitgemoorde en - de druppel die de emmer deed overlopen - zijn zoon zich vergrepen had aan de adellijke Lucretia.
Doordat men de rex verdreven had, ontstond er een machtsvacuüm dat opgevuld moest worden. In het begin werd dit waarschijnlijk opgevangen door de praetor maximus (een functie die al bestond in het Romeinse Koninkrijk) die het imperium overnam en de Rex Sacrorum voor religieuze zaken. Later zou het imperium gedeeld worden door twee consules. Naast de senaat werd ook de comitia centuriata bewaard.
In 494 v.Chr. werden de twee aediles plebis ingesteld, plebejische ambtenaren, die instonden voor de tempel en het bijhorend archief van het plebs op de Aventijn. Zij moeten tevens toezicht houden op de markten.
Volgens de overlevering werd eveneens in 494 v.Chr. het ambt van tribunus plebis ingesteld om het toen rechteloze plebs tegen de patriciërs te beschermen. Er werden oorspronkelijk jaarlijks twee, later tien tribuni gekozen. Zij hadden het recht de belangen van elke plebejer te beschermen tegen de willekeur van om het even welke patricische instantie, en mochten daartoe hun veto uitspreken tegen ieder besluit van volksvergadering en senaat, en tegen iedere ambtelijke maatregel, zelfs van de consules. Alleen tegen de dictator en de censores hadden zij géén vetorecht. Zij waren gevolmachtigd om vergaderingen van de plebs bijeen te roepen en daarin voorstellen te doen. In de uitoefening van hun ambt genoten zij de status van onschendbaarheid en waren slechts in hun rechten beperkt door de mogelijke interventie van een collega.
Ten laatste in 367 v.Chr. werd aan de, nu twee, hoogste gezagdragers de titel van consul toegekend. Deze werden bijgestaan door een praetor met iurisdictio (d.i. de bevoegdheid om recht te spreken), die hun collega minor werd in 367 v.Chr. De praetor was oorspronkelijk een patriciër, maar later zou ook dit ambt - zoals dat van consul - opengesteld worden voor de plebejers. Ze werden verkozen door de comitia centuriata. In datzelfde jaar werd ook het ambt van aedilis curulis ingesteld als patricische tegenhanger van de aedilis plebis.
Rond ongeveer 242 v.Chr. werd het ambt van praetor opgesplitst om beter de privaat- en strafrechtelijke rechtspleging te regelen: een praetor urbi, praetor urbis of praetor urbanus en een praetor peregrinus. Ze hielden zich respectievelijk bezig met de rechtspraak over burgers van de stad (Urbs) Rome en de rechtspraak over buitenlanders (peregrini) en tussen burgers en buitenlanders.
De eerste provinciae die Rome op Carthago veroverde, Sicilia en Sardinia, kregen ook een praetor als provinciegouverneur. Later zou deze bevoegdheid overgeheveld worden naar promagistraten.
In 180 v.Chr. bepaalde de Lex Vibia annalis dat men pas praetor werd na de leeftijd van veertig te hebben bereikt. Niet veel later werd de praetor urbanus aangewezen als voorzitter van de nieuw opgerichte quaestiones die over provinciegouverneurs moesten oordelen. Tezelfdertijd werden de praetores die de provinciae Sicilia en Sardinia bestuurden afgeschaft en vervangen door propraetores.
Een praetor stond direct onder de consuls in de cursus honorum, de lijst die in 82 v.Chr. door Sulla werd opgesteld om de hiërarchie vast te stellen. Er waren onder Lucius Cornelius Sulla acht praetores: zes voor de rechtspraak en de praetor urbanus en praetor perigrinus. Dit aantal nam geleidelijk toe tot zestien onder Gaius Julius Caesar.

## Recht
Bij het begin van de Romeinse Republiek had het collegium pontificum de taak het geldende recht vast te stellen. De tribuni plebis waren hiermee niet tevreden mee en bevolen rond 450 v.Chr. dat het toen geldende recht gecodificeerd moest worden op twaalf ivoren tafelen die op het Forum Romanum ter inzage werden neergelegd: de Lex XII Tabularum.
In de duizend jaar na zijn productie bleef de Lex XII Tabularum de enige codificatie van het recht. De collegium pontificum behield zijn monopolie op het recht in de vorm van aanvullingen: alleen het collegium pontificum kende de strekking van de wet. Dit duurde voort totdat een plebejer, Gnaius Flavius genaamd, als scripta, klerk, in dienst van een patriciër, uit de school klapte met zijn kennis van het recht. Dit leidde ertoe dat de rechtsgeleerdheid bekend werd onder het plebs.
De plebiscita van de tribuni plebis waren oorspronkelijk enkel bindend voor het plebs, maar met de lex Hortensia (ingediend door Quintus Hortensius) in 287 v.Chr. werden zij geldigd voor heel de populus Romanus (Romeinse volk).
Daarnaast kenden met ook het zogenaamde "praetorisch edict", dat alle edicten van de praetores (die het ius edicendi hadden) die op 1 januari op het album (een wit bord) waren gepubliceerd bijeenbracht. Dit "praetorisch edict" was een edictum perpetuum (eeuwig edict), wat betekent dat de praetor eraan gebonden was gedurende zijn ambtstermijn. De edicten die steeds opnieuw werden opgenomen in het album, werden aangeduid edictum tralaticium (overgeleverd edict). Daaruit ontwikkelde zich het ius praetorium of ius honorarium (want het ging om recht uitgevaardigd door de praetor of de aedilis, wiens ambten ereambten waren). Zo ontstond dus een fundamenteel schisma in het Romeinse recht: de ius civile (burgerrecht) enerzijds, en de ius praetorium anderzijds.

## Economie
De Romeinse economie zou zich niet door de veroveringen van de Republiek moeten aanpassen aan de nieuwe noden van de stad.

## Technologie
De Romeinse technologie moest vooral een praktisch nut dienen. Zo werd het Romeins technisch vernuft ingezet om heerbanen aan te leggen en aquaducten te bouwen.

## Godsdienst
De Romeinse godsdienst zou zich tijdens de republiek verder ontwikkelen. Een belangrijke wijziging aan het einde van het Romeins Koninkrijk was de invoerig van de Capitolijnse godentrias.
Lange tijd zouden de Romeinen hun goden vereren zoals hun voorouderen dat voor hen hadden gedaan: als goddelijke krachten. Door de contacten met de Griekse wereld sijpelden er nieuwe visies op de goden en religie binnen. Het overhevelen van het antropomorfische karakter van de Griekse naar de Romeinse goden, en de overheersende invloed van de Griekse filosofie, met name de Stoïcijnse had tot gevolg dat de oude riten steeds meer werden verwaarloosd. In de 1ste eeuw v.Chr. nam het belang van de oude priesterordes dan ook snel af, hoewel hun burgerlijk belang bleef bestaan. Vele patriciërs die vanuit hun stand verplicht waren om aan deze riten deel te nemen, hadden er geen geloof meer in, behalve misschien als politieke noodzaak. Niettemin bleven de positie pontifex maximus en Augur belangrijke politieke posities. Gaius Julius Caesar gebruikte zijn verkiezing tot pontifex maximus in elk geval om de andere leden van de priesterstand te beïnvloeden. De grote massa van het niet opgeleide volk werd echter steeds meer geïnteresseerd in de vreemde rites die door soldaten en handelaren werden ingevoerd.

### Kalender

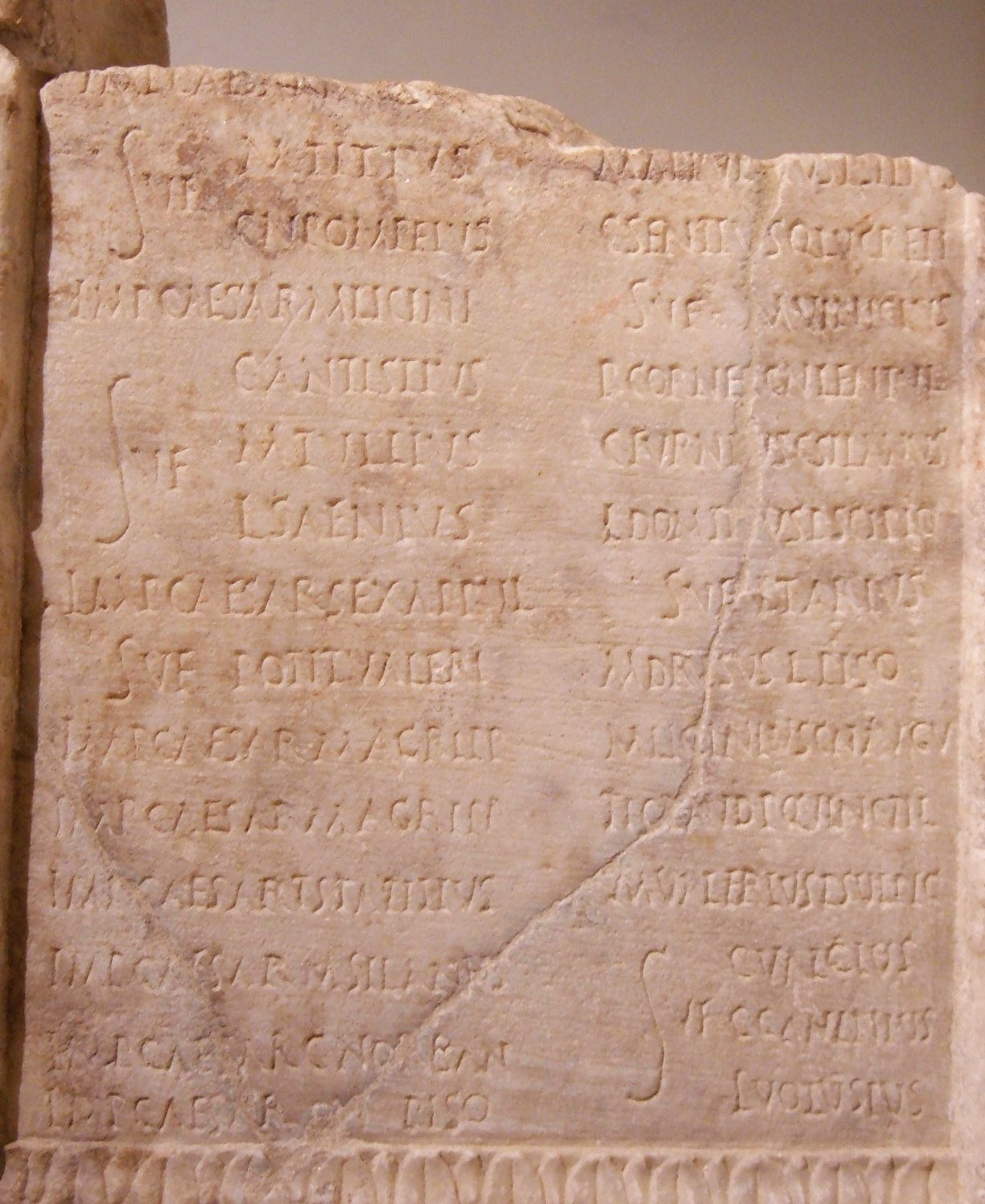
Fragment Romeinse kalender, Museo Epigrafico, Rome

Het oude Romeinse jaar begon met Martius (31 dagen, gewijd aan Mars), Aprilis (30 dagen), Maius (31 dagen), Iunius (30 dagen), Quintilis (31 dagen), Sextilis (30 dagen), September (30 dagen), October (31 dagen), November (30 dagen) en December (30 dagen). Een datum werd in de Romeinse tijd aangegeven door het aantal dagen te noemen voor een vast punt: de Calendae (1e dag van de maand), de Nonae (5e dag van de maand, of de 7e in de maanden Martius (maart), Maius (mei), Quintilis (juli), October (oktober)), de Idus (13 of 15e dag van de maand; de 15e in dezelfde uitzonderingen als hierboven). Vanaf deze vaste punten telde men in een maand de dagen terug waarbij begin- en einddagen ook meegeteld werden. Zo wordt bijvoorbeeld 13 oktober "ante diem III Id. Oct." en 30 oktober "a.d. III Kal. Nov." Maar de dag voor een vast punt werd geen a.d. II genoemd; zo wordt 31 oktober "pridie Kal. Nov." (i.e. de dag voor de Calendae van november). Jaren werden aangegeven door de namen te vermelden van degenen die in dat jaar consul waren.
De Romeinse kalender bevatte een opsomming van fasti en nefasti, geluksdagen en ongeluksdagen. Ondernemingen werden bij voorkeur op een geluksdag begonnen en het gold als een stommiteit of zelfs een affront om een belangrijke onderneming op een nefastus te beginnen.
In de tijd van Gaius Julius Caesar is de discrepantie tussen de maankalender en de seizoenen echter zo groot geworden dat Caesar de kalender hervormt en het op het zon laat baseren.

### Romeinse festivals
De Romeinse religieuze festivals weerspiegelden de Romeinse gastvrijheid voor cultussen en godheden uit veroverde gebieden. Er zijn slechts enkele oorspronkelijk Romeinse festivals bekend. Enkele van de oudste festivals bleven echter bestaan tot aan het eind van het heidense Romeinse Rijk, waarmee de herinnering aan de vruchtbaarheids- en verzoeningsrites van het primitieve volk van landbouwers werd bewaard. Nieuwe festivals werden geïntroduceerd tegelijk met de naturalisatie van nieuwe goden. Er waren uiteindelijk zoveel festivals, dat de kalender daarvoor niet genoeg dagen meer had. Er waren bijvoorbeeld de Saturnalia, de Lupercalia en de Equiria.

### Importgoden in Rome
Terwijl de Romeinen de omliggende gebieden veroverden, absorbeerden zij ook de lokale goden die daar vereerd werden. Deze kregen dezelfde eer als de vroegere goden die in verband stonden met de Romeinse staat. De nieuwe goden werden formeel uitgenodigd om een woonplaats te kiezen in nieuwe heiligdommen in Rome. Zo werd in 203 v.Chr. het cultusbeeld van Cybele van het Phrygische Pessinos verhuisd naar Rome, en ceremonieel verwelkomd. Daarbij trok de groei van de stad ook vreemdelingen aan, die werd toegestaan hun eigen goden te aanbidden. Op deze manier kwam Mithras naar Rome. Zijn populariteit in de Romeinse legioenen had tot gevolg dat de Mithrasdienst zich uitspreidde tot in Britannia.

## Kunst
De Romeinse kunst werd gekenmerkt door het zogenaamde Romeins eclecticisme.

## Wetenschap
De Romeinse wetenschap kwam ook tijdens deze periode tot volle ontwikkeling.

## Sport en spel
De Romeinen kregen onder de Republiek de smaak voor entertainment echt te pakken. De gladiatorenspelen ontstonden in deze perioden en ook de wagenrennen zouden zeer populair zijn.